# 巴尼奥雷焦
巴尼奥雷焦（義大利語：Bagnoregio），又譯白露里治奧，是意大利拉齐奥大区维泰博省的一个市镇。坐落於羅馬西北90（56英里）、維泰博北28（17英里）。

## 歷史
目前的市鎮昔日是東側山頂巴尼奥雷焦舊城的郊區。在古代，巴尼奥雷焦被稱作Novempagi 和Balneum Regium，在中世紀它被稱作 Bagnorea。 
於六世紀至七世紀蠻族入侵意大利時期，這一地區幾經易手，先後被東哥特人和倫巴底人佔領。約八世紀時，據信查理曼將巴尼奥雷焦歸入聖伯多祿遺產（教宗國前身），之後其子虔誠者路易將這一地區併入教宗國。
巴尼奥雷焦（更確切地說，巴尼奥雷焦舊城）是中世紀著名哲學家、神學家聖文德的家鄉。